# Гікас Хардувеліс
Гікас Хардувеліс (грец. Γκίκας Χαρδούβελης; нар. 8 жовтня 1955, Поулітра, Леонідо, Аркадія) — Міністр фінансів Греції з 10 червня 2014.
Хардувеліс був професором фінансів та економіки відділу банківського та фінансового менеджменту Університету Пірея і головним економістом і директором з досліджень Eurobank EFG. Він обіймав посаду директора Економічного управління Прем'єр-міністра Греції Лукаса Пападемоса (листопад 2011 — травень 2012), брав участь у переговорах з власниками облігацій, а також з Міжнародним валютним фондом, Європейською комісією та Європейським центральним банком. У 2000–2004 роках він був директором Економічного управління Прем'єр-міністра Греції Костаса Сімітіса.
Він має ступінь доктора наук у галузі економіки (1983, Університет Каліфорнії (Берклі)) і магістра та бакалавра у галузі прикладної математики (1978, Гарвардський університет). Працював асистентом професора у Коледжі Барнарда, Колумбійський університет (1983–1989), доцентом, а потім професором Рутгерського університету (1989–1993).
Він працював науковим радником і економістом Федерального резервного банку Нью-Йорка (1987–1993) і радником Банку Греції протягом наступних двох років (1994–1995), де він також виступав як другий заступник губернатора в Європейському валютному інституті (попередник Європейського центрального банку). Між 1996 і 2000 він обіймав посаду головного економіста у Національному банку Греції, де він входив до Відділу економічного аналізу, створив Відділ управління ризиками, актив-зобов'язань Департаменту управління та Департаменту зв'язків з інвесторами. Він також зіграв важливу роль у створенні в Біржових деривативів Афін, де входив до Ради директорів (1997–2000). У наступні роки він приєднався до Eurobank як головний економіст.
Його наукова робота триває у галузі фінансів і макроекономіки, він публікується у багатьох всесвітньо відомих журналів, у тому числі American Economic Review, Quarterly Journal of Economics, Journal of Monetary Economics та багатьох інших.
Входив до топ-50 окремих видавців у всьому світі з прикладної економетрики (1989—1995).
Його роботи з маржинальних вимог значно вплинуло на формування реформи правової бази, що регулює ринки ф'ючерсів на фондових індексах в США.